# Gooik-Geraardsbergen-Gooik
A Gooik-Geraardsbergen-Gooik é uma corrida ciclista feminina belga. Desenvolve-se pelas províncias de Brabante Flamengo e a Província de Flandres Oriental sobre um percurso de 135 km.
Criou-se em 2011 como competição de categoria 1.2 do calendário internacional feminino da UCI e a partir do ano 2014, passou a ser uma corrida de categoria 1.1.

## Palmarés
| Ano  | Vencedor         | Segundo             | Terceiro                  |           |
| ---- | ---------------- | ------------------- | ------------------------- | --------- |
| 2011 | Marianne Vos     | Marieke van Wanroij | Amy Pieters               |           |
| 2012 | Liesbet De Vocht | Sharon Laws         | Elisa Longo Borghini      |           |
| 2013 | Emma Johansson   | Maaike Polspoel     | Iris Slappendel           |           |
| 2014 | Marianne Vos     | Emma Johansson      | Elisa Longo Borghini      |           |
| 2015 | Gracie Elvin     | Ellen van Dijk      | Mayuko Hagiwara           |           |
| 2016 | Gracie Elvin     | Lotte Kopecky       | Élise Delzenne            |           |
| 2017 | Marianne Vos     | Ellen van Dijk      | Maria Giulia Confalonieri |           |
| 2018 | Sarah Roy        | Gracie Elvin        | Elisa Balsamo             |           |
| 2019 | cancelado        | cancelado           | cancelado                 | cancelado |

## Palmarés por países
| País          | Vitórias |
| ------------- | -------- |
| Países Baixos | 3        |
| Austrália     | 3        |
| Bélgica       | 1        |
| Suécia        | 1        |